# Venezillo
Venezillo is een geslacht van landpissebedden uit de familie Armadillidae. Het is voor het eerst wetenschappelijk beschreven in 1928 door Karl Wilhelm Verhoeff. Het geslacht bevat meer dan 140 soorten.

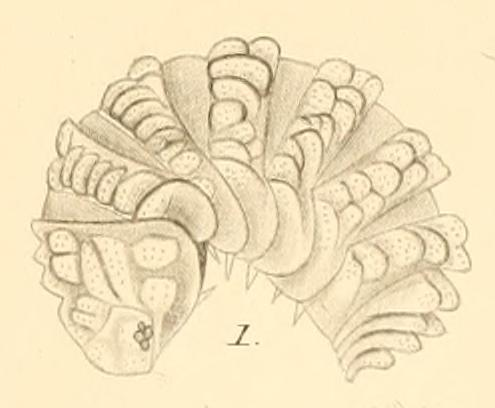
Venezillo tuberosus

## Soorten
- Venezillo aenigma (Barnard, 1932)
- Venezillo agataensis (Nunomura, 1991)
- Venezillo aguayoi (Boone, 1934)
- Venezillo alberti (Barnard, 1932)
- Venezillo albescens (Budde-Lund, 1909)
- Venezillo albus (Nunomura, 1990)
- Venezillo alticola (Barnard, 1932)
- Venezillo apacheus (Mulaik & Mulaik, 1942)
- Venezillo arizonicus (Mulaik & Mulaik, 1942)
- Venezillo articulatus (Mulaik, 1960)
- Venezillo beebei (Van Name, 1924)
- Venezillo bellavistanus Schultz, 1995
- Venezillo berlandi (Paulian de Félice, 1940)
- Venezillo bituberculatus (Budde-Lund, 1910)
- Venezillo bolivianus (Dollfus, 1897)
- Venezillo boneti (Mulaik, 1960)
- Venezillo boninensis (Nunomura, 1990)
- Venezillo booneae (Van Name, 1936)
- Venezillo brevipalma Nunomura, 2003
- Venezillo brevispinis (Pearse, 1915)
- Venezillo cacahuampilensis (Bilimek, 1867)
- Venezillo canariensis (Dollfus, 1893)
- Venezillo castor (Barnard, 1932)
- Venezillo celsicauda (Barnard, 1932)
- Venezillo chamberlini (Mulaik & Mulaik, 1942)
- Venezillo chiapensis Rioja, 1955
- Venezillo clausus (Budde-Lund, 1885)
- Venezillo colomboi (Arcangeli, 1929)
- Venezillo coloratus (Barnard, 1932)
- Venezillo congener (Budde-Lund, 1904)
- Venezillo crassus (Budde-Lund, 1904)
- Venezillo culebrae (Van Name, 1936)
- Venezillo daitoensis (Nunomura, 1990)
- Venezillo disjunctus (Barnard, 1932)
- Venezillo dollfusi (Barnard, 1932)
- Venezillo donanensis (Nunomura, 1992)
- Venezillo dugesi (Dollfus, 1896)
- Venezillo dumorum (Dollfus, 1896)
- Venezillo elegans (Nunomura, 1990)
- Venezillo festivus (Budde-Lund, 1904)
- Venezillo fillolae Rodriguez & Barrientos, 1993
- Venezillo flavescens (Brandt, 1833)
- Venezillo furcatus (Barnard, 1932)
- Venezillo galapagoensis (Miers, 1877)
- Venezillo gigas (Miers, 1878)
- Venezillo glomus (Budde-Lund, 1898)
- Venezillo gordoniensis (Barnard, 1932)
- Venezillo grenadensis (Budde-Lund, 1893)
- Venezillo hasegawai (Nunomura, 1991)
- Venezillo hendersoni (Boone, 1934)
- Venezillo herscheli (Barnard, 1932)
- Venezillo hiurai (Nunomura, 1991)
- Venezillo hypsinephes (Barnard, 1932)
- Venezillo jamaicensis (Richardson, 1912)
- Venezillo kaokoensis (Barnard, 1932)
- Venezillo kogmani (Barnard, 1932)
- Venezillo kunigamiensis (Nunomura, 1991)
- Venezillo lacustris Taiti & Ferrara, 1987
- Venezillo lepidus Nunomura, 2003
- Venezillo limenites (Barnard, 1932)
- Venezillo lineatus (Nunomura, 1990)
- Venezillo llamasi Rioja, 1954
- Venezillo longipes (Budde-Lund, 1909)
- Venezillo longispinis (Richardson, 1912)
- Venezillo longispinus Nunomura, 2003
- Venezillo macrodens (Barnard, 1932)
- Venezillo macrosoma (Mulaik, 1960)
- Venezillo meiringi (Barnard, 1932)
- Venezillo mexicanus (Verhoeff, 1933)
- Venezillo microphthalmus (Arcangeli, 1932)
- Venezillo mixtus (Budde-Lund, 1904)
- Venezillo moneaguensis (Van Name, 1936)
- Venezillo montagui (Barnard, 1932)
- Venezillo multipunctatus (Budde-Lund, 1885)
- Venezillo nanus (Budde-Lund, 1910)
- Venezillo natalensis (Collinge, 1917)
- Venezillo nebulosus (Barnard, 1932)
- Venezillo nevadensis (Mulaik, 1960)
- Venezillo nigricans (Brandt, 1833)
  - Venezillo nigricans major (Barnard, 1932)
- Venezillo nigrorufus (Dollfus, 1893)
- Venezillo oaxacanus (Van Name, 1936)
- Venezillo oharaensis (Nunomura, 1992)
- Venezillo orbicularis (Budde-Lund, 1885)
- Venezillo orphanus (Barnard, 1932)
- Venezillo osorioi (Mulaik, 1960)
- Venezillo ovampoensis (Barnard, 1924)
- Venezillo pachytos (Barnard, 1932)
- Venezillo parvus (Budde-Lund, 1885)
- Venezillo perlatus (Dollfus, 1896)
- Venezillo phylax (Van Name, 1936)
- Venezillo pilula (Barnard, 1932)
- Venezillo pisum (Budde-Lund, 1885)
- Venezillo pleogoniophorus (Rioja, 1951)
- Venezillo polythele (Barnard, 1932)
- Venezillo pongolae (Barnard, 1937)
- Venezillo pruinosus (Arcangeli, 1950)
- Venezillo pseudoparvus Ferrara & Taiti, 1985
- Venezillo pumilus (Budde-Lund, 1893)
- Venezillo pusillus (Budde-Lund, 1909)
- Venezillo quadrimaculatus (Budde-Lund, 1909)
- Venezillo ramsdeni (Boone, 1934)
- Venezillo rubropunctatus (Budde-Lund, 1893)
- Venezillo rufescens (Budde-Lund, 1909)
- Venezillo saldanhae (Barnard, 1932)
- Venezillo sanchezi (Boone, 1934)
- Venezillo scaberrimus (Dollfus, 1893)
- Venezillo schultzei Verhoeff, 1933
- Venezillo shuriensis (Nunomura, 1990)
- Venezillo silvarum (Dollfus, 1896)
- Venezillo silvicola Mulaik, 1960
- Venezillo similis (Budde-Lund, 1885)
- Venezillo soleiformis (Nunomura, 1991)
- Venezillo soyatlanensis (Mulaik, 1960)
- Venezillo steenbrasi (Barnard, 1932)
- Venezillo stuckchensis (Mulaik, 1960)
- Venezillo sylvicola (Mulaik, 1960)
- Venezillo tanneri (Mulaik & Mulaik, 1942)
- Venezillo tenerifensis Dalens, 1984
- Venezillo tomiyamai (Nunomura, 1991)
- Venezillo tradouwi (Barnard, 1932)
- Venezillo trifolium (Dollfus, 1890)
- Venezillo truncorum (Budde-Lund, 1893)
- Venezillo tuberosus (Budde-Lund, 1904)
- Venezillo tugelae (Barnard, 1932)
- Venezillo venustus (Budde-Lund, 1893)
- Venezillo verrucosus (Budde-Lund, 1904)
- Venezillo vincentis (Budde-Lund, 1904)
- Venezillo viticola (Dollfus, 1896)
- Venezillo walkeri (Pearse, 1911)
- Venezillo watsoni (Van Name, 1936)
- Venezillo wheeleri (Van Name, 1936)
- Venezillo yaeyamanus (Nunomura, 1990)
- Venezillo yonaguniensis (Nunomura, 1990)
- Venezillo zigzag (Dollfus, 1896)
- Venezillo zonalis (Nunomura, 1991)
- Venezillo zwartbergensis (Barnard, 1932)

### Synoniemen
- Venezillo californicus (Budde-Lund, 1885), geaccepteerd als Armadillo affinis (Dana, 1854)
- Venezillo dorsalis (Ivamoto, 1943), geaccepteerd als Spherillo dorsalis (Iwamoto, 1943)
- Venezillo evergladensis Schultz, 1963, geaccepteerd als Venezillo parvus (Budde-Lund, 1885)
- Venezillo mineri (Van Name, 1936), geaccepteerd als Ctenorillo mineri (Van Name, 1936)